# ルリアーにゃ!!
『ルリアーにゃ!!』は、いちい達成による日本の4コマ漫画作品。『月刊少年シリウス』（講談社）にて2008年1月号から2011年6月号まで連載された。単行本は、同社のシリウスKCより全4巻が刊行された。日本のオタク文化好きの留学生・ルリアを中心に繰り広げられる学園コメディ4コマ。第8回少年シリウス新人賞入選。

## 登場人物
ルリア・スティンガー
マキの家にホームステイ中の留学生。14歳。金髪碧眼の美少女。好きな言葉は「ワビ、サビ、萌え」。コスプレが趣味で萌えとBLをこよなく愛する生粋のオタク。だが百合は嫌い。自作の制服で通学（基本的に『すもも日記』の主人公と同じ型の衣装で、随時更新される)。小柄だが、バスケットボールで運動部のテシを圧倒したり、部対抗リレーではパソコン本体とディスプレイを持ったまま疾走したりと、身体能力は高い。PC部所属。猫舌。
マキ / 桑折 真希（こおり まき）
外語大付属中学に通う女生徒。14歳。近視のため眼鏡を着用している。ルリアの保護者的存在。世話好きで優しい性格。オタク趣味はないが、ルリアやアニがオタクであるため、オタク知識はそれなりにある。
彼女自身はスイーツストラップやアイドルが好きだったり、モテカワコーデを雑誌でチェックしていたりと、今時の少女らしい趣味を持つ。
クレーンゲームが得意。生徒会運営役員。大の猫好き。
アニ
マキの兄。外語大付属高等部。普段はカチューシャで前髪を全部上げている。白目。PC部所属。平均的オタク。部屋にはアニメ等のDVDやフィギュア、ポスター、等身大シーツなどが並んでいる。よく川谷先生にからかわれているが、本人が自爆するため結果的に慰め役になることが多い。
ハル / 春瀬 敦彦（はるせ あつひこ）
ルリアの隣の席の男子生徒。マキとは家が近所の幼馴染。眼鏡を着用している。テニス部所属。非オタク。ルリアのことが好きだが、ルリアからはただのメガネ男子としか認識されていない。格好悪いという意識から普段は眼鏡をかけていなかったが、ルリアがメガネ男子好きと知ってからは、たとえプールでも眼鏡をするようになった。ルリアに対し写真を撮ったり、気を引こうと色々行動を起こしたりもするが、その度にテシからあらぬ疑いで変態扱いをされることも多い。
テシ / 勅使川原 由理（てしがわら ゆり）
マキの親友の女生徒。14歳。長身。黒髪でポニーテール。剣道部所属（部長）で後にクラス委員長に就任。非オタクであるため、オタクネタはわからない。そのためよくルリアにその手の冗談でからかわれている。劇中では汚れを知らない大和撫子（笑）と紹介されている。
時代劇の武士のような言葉遣いをし、見た目や年齢に似合わず非常にオッサン臭い趣味や発言をすることもある（般若のストラップを携帯電話につけていたり、湯呑の焼きについて語るなど）。携帯電話の着信メロディは般若心経。
男女問わず人気があるが、エッチなことや異性に対してはほとんど免疫が無くすぐ顔が真っ赤になるドがつく程のウブ。
ルリアには甘く、過保護。そのためお目付け役で保護者的存在のマキから呆れられることがある。
中学生にも関わらず、下着はバックプリントなどのお子様パンツをよく履いており、ルリアもネタにしている。一度、川谷先生にそそのかされてTバックのパンツを買ったものの、結局上からお子様パンツを履いてしまっている。
川谷先生 / 川谷 綾香（かわたに あやか）
ルリアたちのクラス担任で、英語担当の女性教師。32歳。PC部の顧問。趣味はコスプレ。校内外を問わず、機会を見つけてはコスプレ衣装に着替えようとするほどのオタク。29歳のときにアイドル声優になるためのオーディションを受けたことがある。
生徒とは仲がよく、ルリア達ともよく話す。性格は非常に大人気なく、教師としての威厳はあまりない。独身。実家通い。
結婚願望、もしくは恋人が欲しいという願望はあるようだが、趣味が影響して叶わない。
水野先生 / 水野 義美（みずの よしみ）
保健室の先生（養護教諭）。女性。川谷先生と仲が良い。泣きボクロとピアスが特徴。
結婚を前提として付き合っている彼氏がいるが、その彼氏が鉄道オタクらしく、彼女も影響を受けている。
川谷先生は大学時代の先輩。
響野会長
生徒会長。長髪の美男子。優しくて頼りになり、スポーツ万能で一般生徒からの人気も高い。
実は隠れオタクで、「魔法少女すもも」の着せ替えドールを持ち歩いている。ルリアにオタク趣味がバレてからはカミングアウトしようと試みているが藤森副会長にことごとく阻止されている。
藤森副会長
生徒副会長。響野会長のオタク趣味を許しがたく思っており、彼がカミングアウトしようとするたびに阻止している。オタク趣味以外では彼を好意的に捉えており、尊敬している。

## 作中作
すもも日記（すももダイアリー）
作中で様々な人物が視聴しているアニメーション作品。監督は井本一裕。制作はGANMA。主題歌は『ハート記念日』。劇場版も公開され、現在はシリーズ2期『すもも日記＋(プラス』が放映中。
登場人物
吉乃 すもも（よしの すもも） / 魔法少女すもも
主人公の少女。13歳。眼鏡を着用している（変身後はなし）。魔法世界ステラのプリンセス・魔法少女すももとして、悪の組織「聖欲教会（ディザイアン）」から、天界の至宝石「スターハート」を守り戦っている。変身時の掛け声は「マジカル! ラジカル!! ハートフル!!」。装備品であるマジックロッドに跨って空を飛ぶことができる。また、このマジックロッドは、攻撃用の「鎌」やスターハート回収用の「日記」にモードチェンジ可能である。
ノンちゃん
妖精。すももが変身するのに必要な存在。変身後はコスチュームと一体化する。猫くらいの大きさで、人間の言葉を話す。
セイ / 冴木 聖（さえき せい）
すももの幼馴染の少年。13歳。
ライアン・グリディアム・オデッセイ・フォン・エスタローゼ三世
聖欲教会第五位の戦士。背中の長剣と眼鏡が特徴の美男子。スターハートから地獄の兵器「ブラックウィルス」を作り出すのが使命。
レイチェル・グリディアム・フォレスター・フォン・ジュピスピアン
聖欲教会第一位の戦士。ライアンの姉。日本刀風の武器を所有。
ソフィア・サーマルサイト
魔法世界ステラの真の王女を名乗る謎の少女。すもも日記＋』第1話より登場。

暁のコレット（あかつきのコレット）
マキが小さい頃に放送されていた昔のアニメーション作品。主人公コレットが母親を捜すという物語。
登場人物
コレット
主人公の少女。旅の一座に入団。
怪盗ローズマリー（かいとうローズマリー）
コレットを助ける謎の人物。

## 書誌情報
1. 2009年3月23日発行 ISBN 978-4-06-373163-7
2. 2010年1月22日発行 ISBN 978-4-06-376203-7
3. 2010年8月9日発行 ISBN 978-4-06-376231-0
4. 2011年7月8日発行 ISBN 978-4-06-376265-5